# 伊莱恩·坦纳
伊莱恩·坦纳（英語：Elaine Tanner，1951年2月22日—），加拿大女子游泳运动员。她曾代表加拿大参加1968年夏季奥林匹克运动会游泳比赛，获得二枚银牌和一枚铜牌。